# Habrodesmus neglectus
Habrodesmus neglectus är en mångfotingart som beskrevs av Peters 1864. Habrodesmus neglectus ingår i släktet Habrodesmus och familjen orangeridubbelfotingar. Inga underarter finns listade i Catalogue of Life.